# Limbo (videogioco)
Limbo è un videogioco di genere puzzle-platform e il primo titolo dello sviluppatore indipendente danese Playdead. Il gioco è stato pubblicato nel luglio 2010, come titolo in esclusiva su Xbox Live Arcade, e fu poi ripubblicato come parte di un pacchetto di gioco nel mese di aprile 2011.
Successivamente è uscito anche per PlayStation Network, Steam e OnLive.
Il 22 novembre 2014, in occasione del primo anno compiuto da Xbox One, Microsoft ha regalato una copia di Limbo, da scaricare al momento della disponibilità del gioco, ancora celata, ai possessori della suddetta console, rivelando di fatto l'uscita di Limbo per Xbox One.

## Caratteristiche
Limbo è un platform 2D che incorpora il sistema di fisica Box2D per governare gli oggetti ambientali e il personaggio del giocatore. Quest'ultimo guida un ragazzo senza nome in ambienti pericolosi e pieni di trappole, alla ricerca della sorella maggiore. Gli sviluppatori hanno costruito il puzzle game prevedendo svariati fallimenti da parte del giocatore prima di trovare la soluzione corretta. Playdead ha chiamato lo stile di gioco "prova e muori" e ha usato animazioni raccapriccianti per la morte del ragazzo, in modo da spingere il giocatore ad evitare soluzioni impraticabili.
Il gioco è presentato in bianco e nero, usando l'illuminazione, gli effetti di grana della pellicola ed i suoni ambientali minimi per creare un'atmosfera inquietante, spesso associabile al genere horror.

## Trama
Il protagonista del gioco è un ragazzo senza nome che si risveglia in mezzo ad una foresta “ai margini dell’inferno” (il nome del gioco infatti deriva dal latino “limbus”), nella quale incontra un enorme ragno che prova immediatamente a ucciderlo. Utilizzando una trappola per tagliare le punte affilate delle sue zampe, il ragazzo riesce a ricacciare il ragno nelle profondità della foresta, riuscendo a proseguire il suo cammino. Tuttavia il protagonista rimane intrappolato in una ragnatela e finisce per rimanere bloccato in un bozzolo. Dopo essere riuscito a liberarsi dai fili che lo tengono sospeso, riesce a proseguire il suo viaggio, dovendo saltellare fino a quando non si libera completamente dalle ragnatele. Il protagonista incontra pochi personaggi umani, i quali o lo attaccano, o scappano, o sono in procinto di morire. Ad un certo punto, il ragazzo incontra un personaggio femminile, e pensando sia sua sorella, tenta di raggiungerla, senza riuscirci. Infine la foresta lascia posto ad una città fatiscente. Dopo aver completato il puzzle finale, il ragazzo viene lanciato contro una lastra di vetro, per ritrovarsi poi nuovamente nella foresta. Dopo essersi svegliato e dopo essersi ripreso dallo shock e dal dolore, cammina brevemente prima di incontrare di nuovo una ragazza, che, vedendolo avvicinarsi, si alza sorpresa. 

## Accoglienza
La rivista Play Generation diede alla versione per PlayStation 3 un punteggio di 93/100, apprezzando il design artistico fuori parametro, le ottime trovate a livello di enigmi e i controlli immediati e come contro il "trial and error" e la brevità che potevano essere un problema per qualcuno, finendo per trovarlo un titolo che durava poco, ma aveva un'intensità, un equilibrio e un'atmosfera impagabili, divenendo così un'esperienza indimenticabile.